# Stefano Dambruoso
Stefano Dambruoso (Bari, 15 marzo 1962) è un magistrato e politico italiano.

## Biografia
È in magistratura dal 1990. Nel 1992 è stato nominato Sostituto Procuratore della Repubblica presso il Tribunale di Agrigento. Dal 1994 al 1996, applicato alla procura distrettuale di Palermo. Ha indagato su associazioni mafiose e reati contro la Pubblica Amministrazione. È stato Pubblico ministero in vari maxiprocessi a Palermo.
Nel dicembre 1996 arriva alla Procura della Repubblica del Tribunale di Milano, dove si occupa di indagini sulle brigate anarco-insurrezionaliste ed indaga anche sull'omicidio di Fausto e Iaio. Successivamente svolge indagini sul terrorismo internazionale.
Dal 2001 è componente della Direzione distrettuale antimafia di Milano per la quale svolge indagini in materia di organizzazioni dedite allo spaccio di sostanze stupefacenti e di gruppi appartenenti ad organizzazioni criminali. Sei mesi prima degli attentati dell'11 settembre 2001, Dambruoso chiede e riesce ad ottenere l'arresto di un gruppo di cinque islamici, tra i quali Essid Sami Ben Khemais, che, con continui spostamenti in vari paesi europei e contatti con altre cellule, forse, preparava un attentato al Duomo di Strasburgo durante le festività natalizie del 2000-2001, per il quale era già tutto pronto se non fosse intervenuta la polizia locale grazie alle indagini collegate con Milano. Prende inoltre contatti con la Law Enforcement americana e perfeziona nuovi strumenti investigativi e finalizzati a prevenire ed a combattere il crimine organizzato e il terrorismo islamico.
Nel 2003 il settimanale TIME inserisce Dambruoso nelle lista degli eroi moderni per il suo impegno nelle indagini sulla rete di al-qaida.
Da maggio al luglio 2003 è consulente dell'Istituto internazionale delle Nazioni Unite per la ricerca sul crimine e la giustizia, agenzia dell'ONU con sede a Torino, per la ricerca sulla lotta al crimine organizzato e terrorismo.
Il 20 aprile 2004 lascia Procura di Milano per assumere l'incarico di esperto giuridico presso la Rappresentanza permanente italiana dell'Onu a Vienna, continuando il suo impegno contro il terrorismo internazionale.
Nel 2007 è tornato alla Procura di Milano come Sostituto Procuratore.
Nel 2008 è stato nominato Capo dell'Ufficio per il Coordinamento dell'attività internazionale dal Ministro della Giustizia Angelino Alfano.
Il 5 novembre 2010 è stato nominato membro del Consiglio Direttivo dell'Agenzia per la sicurezza nucleare.
È membro dal 2014 della Fondazione Italia USA.

### Attività politica

#### Elezione a deputato
Alla fine del 2012 chiede l'aspettativa al CSM per poi candidarsi alle elezioni politiche del 24 e 25 febbraio 2013 nella lista di Scelta Civica con Monti per l'Italia nella circoscrizione Lombardia 1 della Camera come secondo e viene eletto deputato della XVII Legislatura.
Il 21 marzo 2013 viene eletto Questore della Camera dei Deputati per Scelta Civica per l'Italia con il maggior numero di preferenze pari a 343 voti.
A luglio 2016 è tra coloro i quali si schiera contro la fusione di Scelta Civica con Alleanza Liberalpopolare-Autonomie (ALA) di Denis Verdini, pertanto abbandona il partito assieme ad altri 14 deputati fedeli montiani, dando vita al gruppo parlamentare Civici e Innovatori.

## Premi e riconoscimenti
- Nel 2009 il consiglio comunale di Milano lo ha insignito dell'Ambrogino d'oro.

## Opere
- Milano-Bagdad. Diario di un magistrato in prima linea nella lotta al terrorismo islamico in Italia (con Guido Olimpio), Arnoldo Mondadori Editore (collana Frecce), 2004
- Un istante prima (con Vincenzo Spagnolo), Arnoldo Mondadori Editore (collana Strade Blu), 2011[11].
- Coordinatore commento norme sul contrasto al terrorismo internazionale - Omnia-UTET Trattati giuridici - Commentario diritto penale 2022.